# التنهالز
التنهالز (به آلمانی: Altenholz) یک شهر در آلمان است که در شلسویگ-هولشتاین واقع شده‌است.

## خصوصیات
التنهالز ۱۹٫۰۳ کیلومترمربع مساحت دارد ۱۸ متر بالاتر از سطح دریا واقع شده‌است.